# 메가엠디
메가엠디(영어: Mega MD)는 대한민국의 교육 웹사이트이다. 약학대학입문자격시험, 의·치의학교육입문검사 등의 온라인 강의를 제작 및 판매한다.

## 같이 보기
- 메가스터디